# Хассельберг, Пер
Пер Хассельберг (швед. Per Hasselberg; имя при рождении Карл Петтер Окессон; швед. Karl Petter Åkesson; 1 января 1850, деревня Хассельстад поблизости от Роннебю, Блекинге, Швеция — 24 июля 1894, приход Хедвиг-Элеонора, Стокгольм) — шведский скульптор.

## Биография
Будущий скульптор родился 1 января 1850 года в небольшой деревушке Хассельстад поблизости от Роннебю в провинции Блекинге на юге Швеции. Он был шестым ребёнком в бедной семье. Его отец, Оке Андерсон, был мелким фермером, который, чтобы прокормить семью, участвовал в строительстве деревянных мостов, а также выполнял столярные и плотницкие работы. 
Его сын Пер окончил сельскую школу в 12 лет, после чего стал учеником плотника в Карлсхамне. Достигнув больших успехов в своём ремесле он стал резчиком по дереву, и благодаря этому сумел заработать денег для переезда в Стокгольм, где днём брал заказы на оформление интерьеров резьбой по дереву, а по вечерам и выходным дням посещал занятия в ремесленной школе.
В 1876 году Пер получил стипендию от Шведского национального совета по торговле для поездки в Париж, где в следующем году был принят в Высшую национальную школу изящных искусств. Там он учился три года под руководством скульптора Франсуа Жоффруа, после чего, став профессиональным скульптором, на протяжении нескольких следующих лет оставался в Париже.
В 1881 году скульптура «Подснежник», выполненная из гипса молодым и ещё никому не известным скульптором-иностранцем, была не только одобрена взыскательным жюри для экспонирования на Парижском салоне, но и удостоилась так называемого почётного упоминания. Из всех шведов, в том году участвовавших в салоне, такие почести заслужил только Хассельберг. С этого дня его имя стало известным в Швеции. 
Вскоре Хассельберг создал мраморную копию той же скульптуры, которая удостоилась золотой медали на Парижском салоне 1883 года. В дальнейшем скульптор создал ещё целый ряд мраморных и бронзовых повторений. Сегодня мраморные версии «Подснежника» можно увидеть в художественном музее Гётеборга, Швеция и Новой глиптотеке Карлсберга в Копенгагене, Дания, а бронзовые версии установлены в городских скверах и на площадях Швеции как минимум в трёх местах, включая площадь Марияторгет в Стокгольме. 
Более того, начиная с 1887 года на Густавбергском фарфоровом заводе производились копии скульптуры из так называемого бисквитного («паросского») фарфора. Всего за сорок лет, вплоть до 1927 года было создано 1700 фарфоровых повторений скульптуры высотой 50 сантиметров и 625 высотой 60 см. Таким образом, «Подснежник» Хассельберга стал одной из самых популярных интерьерных скульптур в богатых домах Швеции. 
Не меньшей популярность пользовались скульптуры Хассельберга «Лягушка» и «Водяная лилия», изображавших молодых и красивых девушек не слишком тяжелого поведения (слово «лягушка» во французском уличном сленге того времени означало также «проститутку») в весьма откровенных позах. Эти скульптуры также тиражировались в мраморе, бронзе и фарфоре, и в конечном итоге стали таким же обычным украшением шведских парков, как гипсовые «горнисты» и «пионеры» — парков СССР. 
В идейном отношении Хассельберг примыкал к движению художников и скульпторов «Opponenterna» («Оппоненты») — шведского аналога «Передвижников».
Прославившись Хассельберг вернулся в Швецию, но в 1885 году тяжело заболел. Зная о том, что дни его сочтены, Хассельберг продолжал трудиться с неиссякаемой энергией. Превзойдя все прогнозы врачей, он прожил ещё девять лет и в 1894 году скончался в Стокгольме.

## Галерея

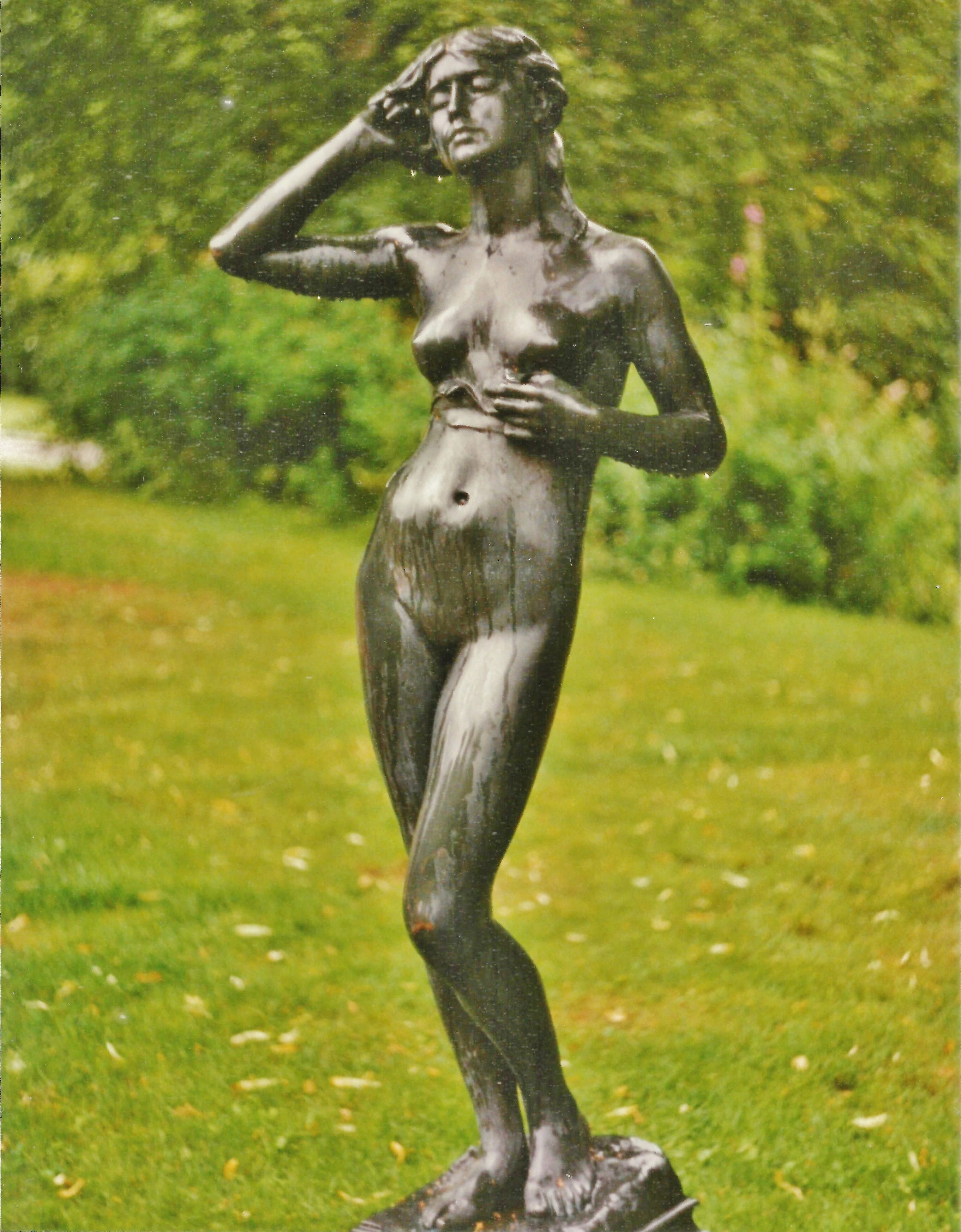
«Подснежник», бронзовая версия.
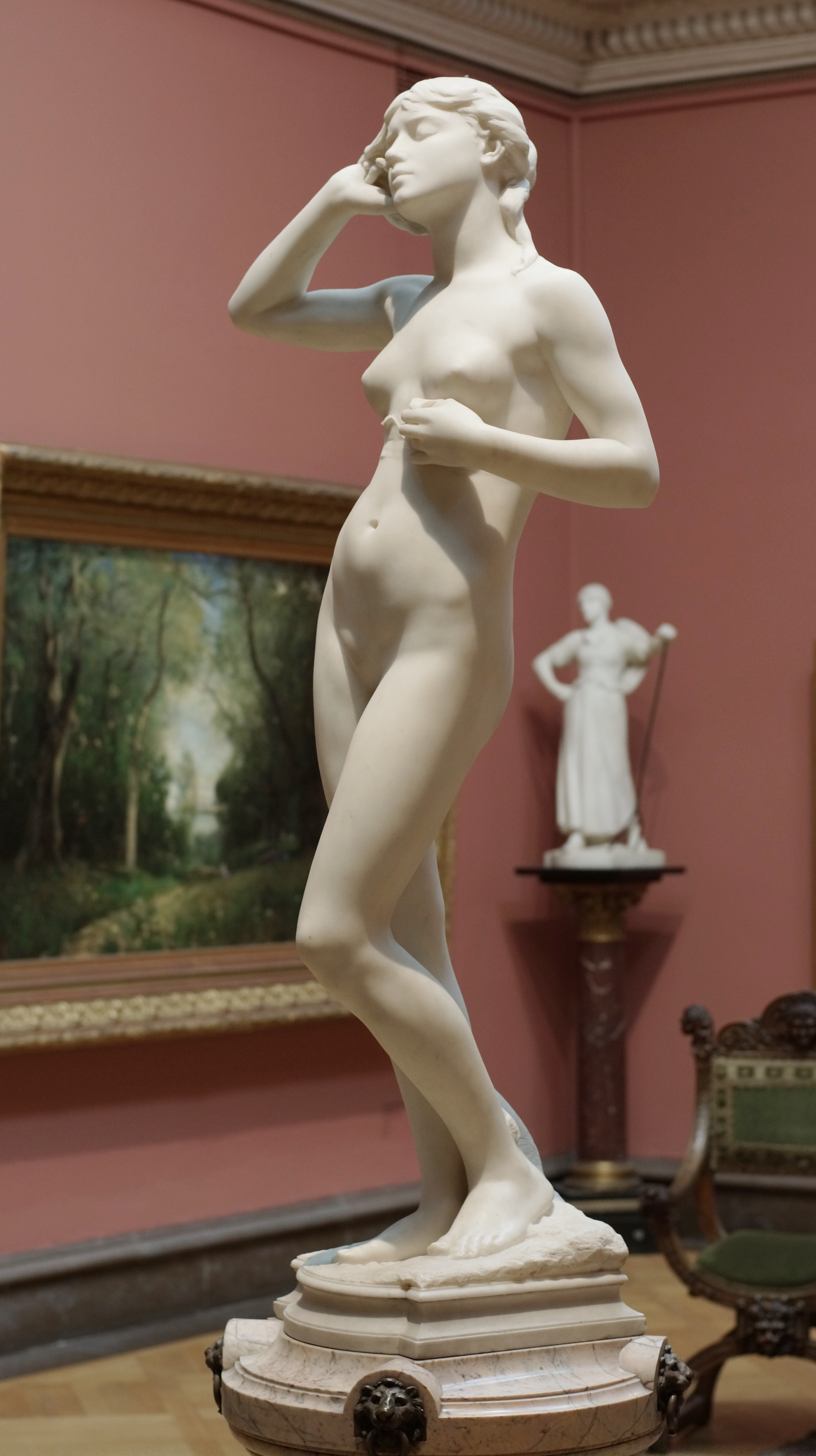
«Подснежник», мраморная версия, Гётеборгский художественный музей
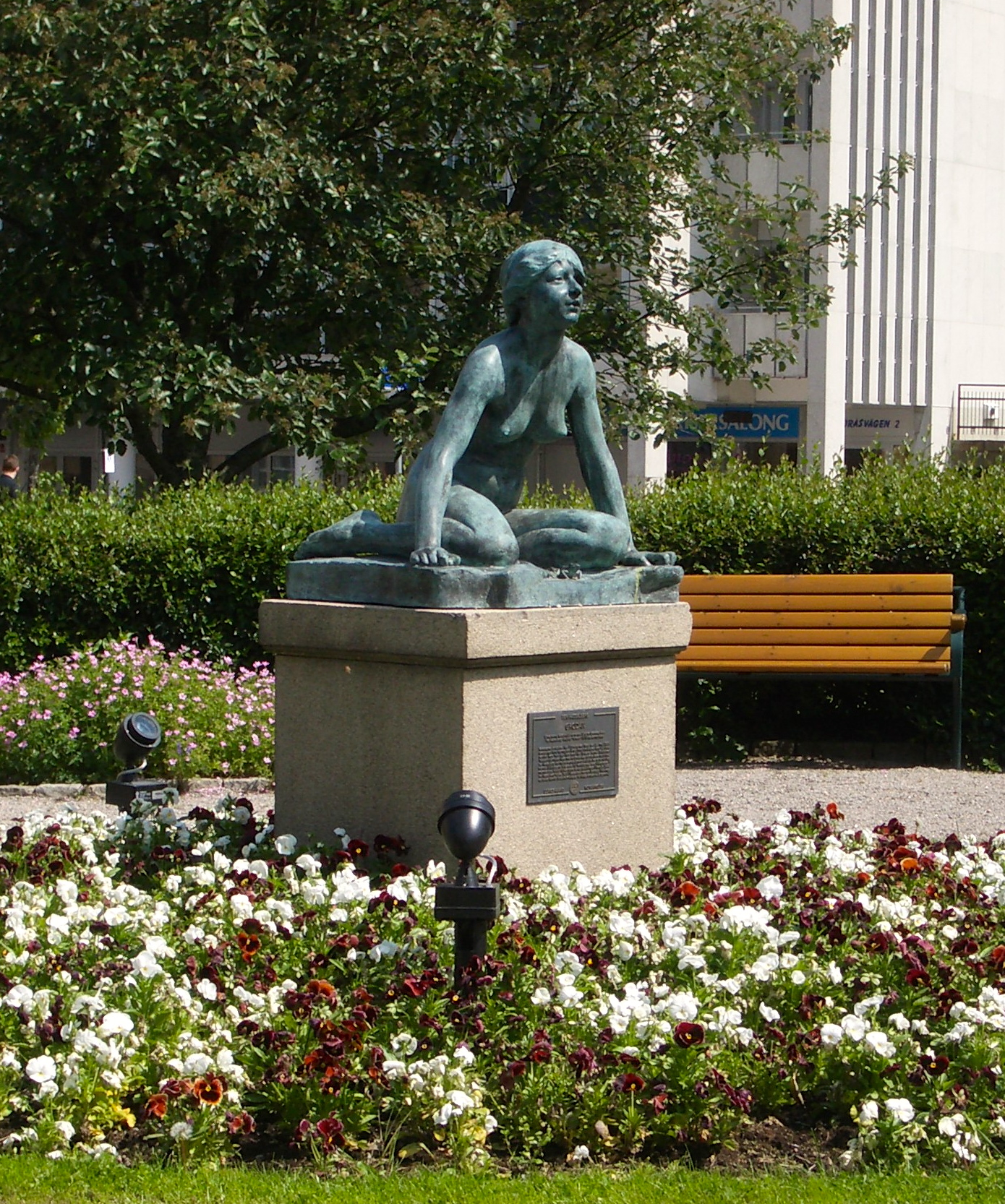
«Лягушка», бронзовая версия.
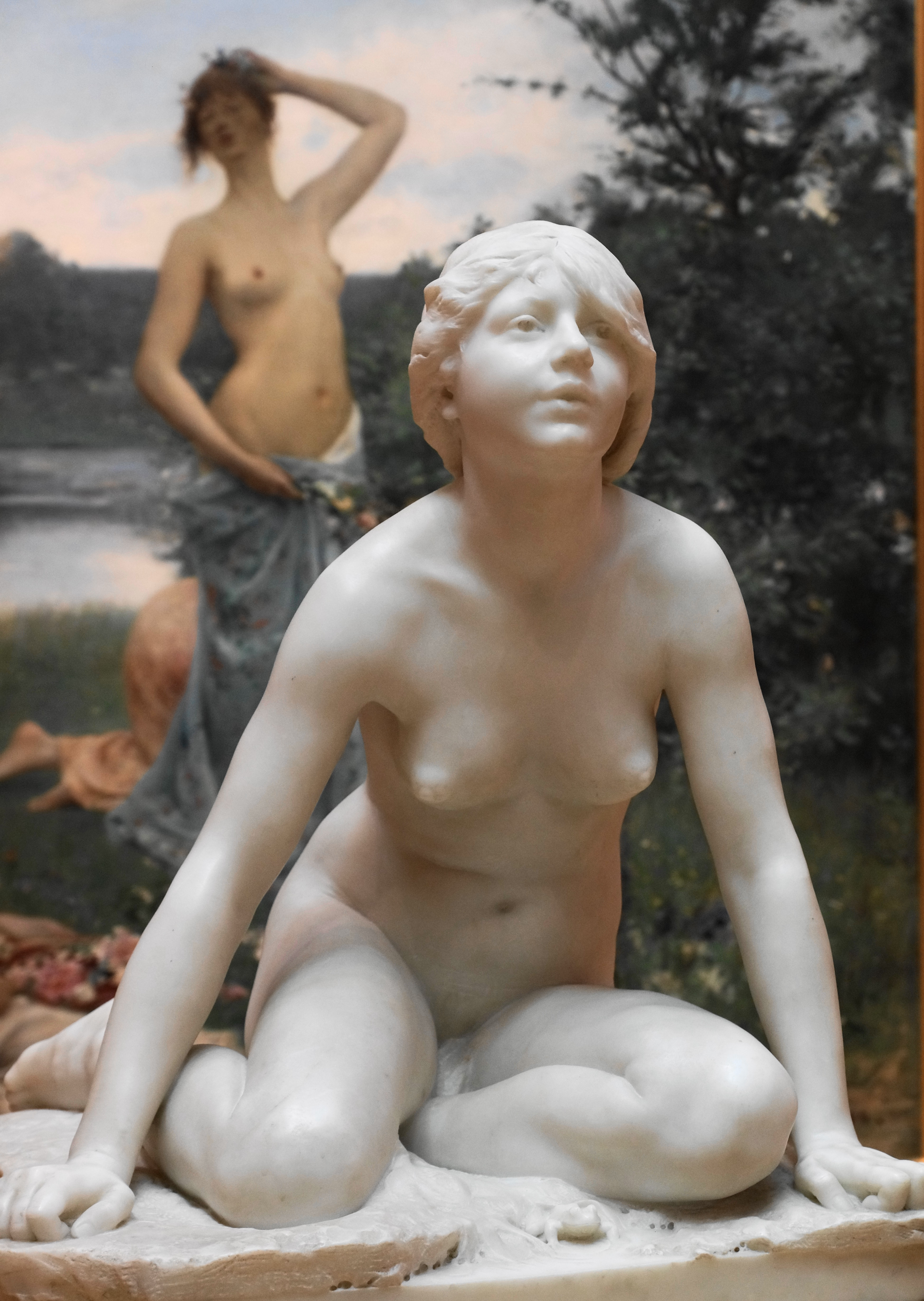
«Лягушка», мраморная версия, Гётеборгский художественный музей.
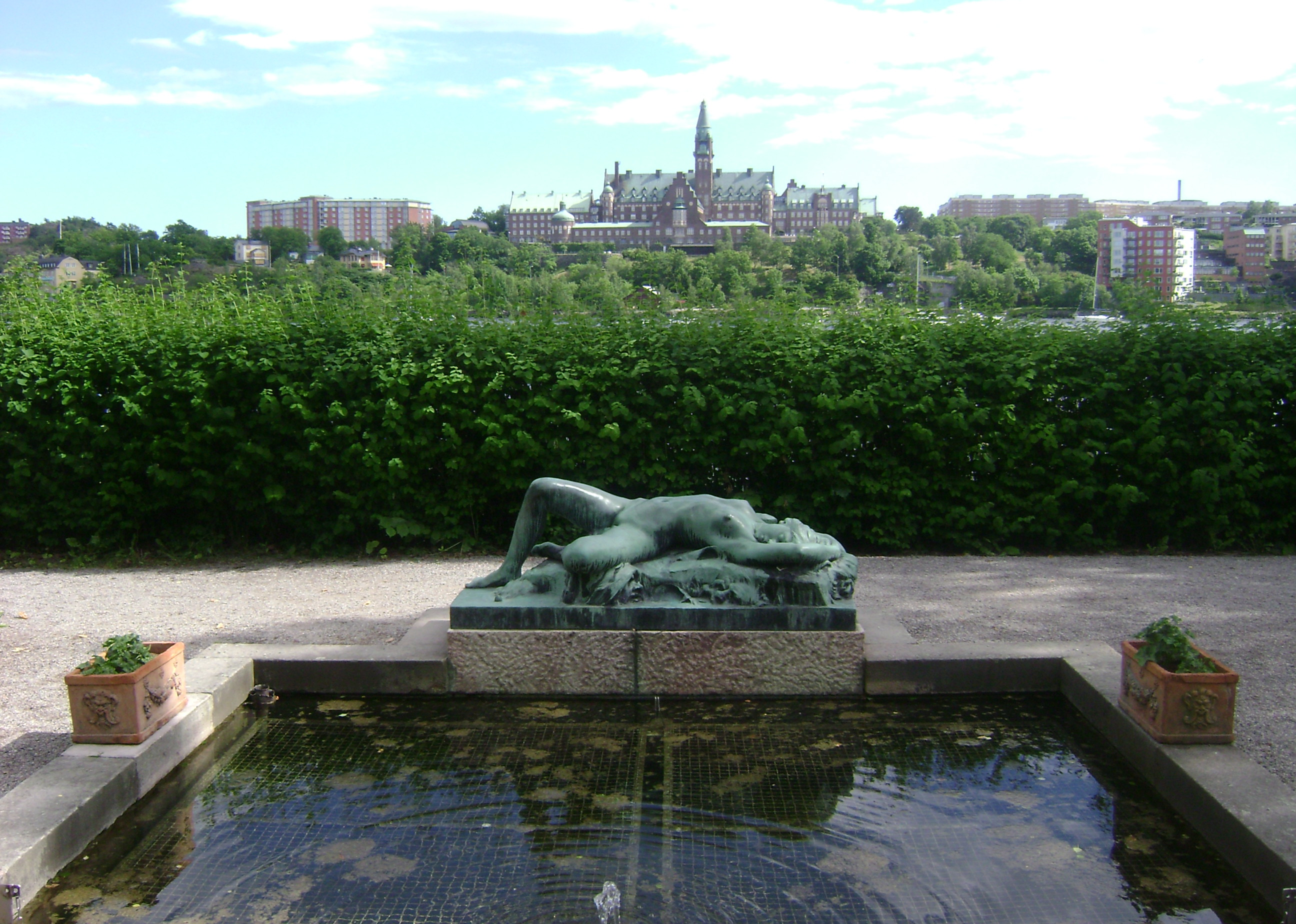
«Водяная лилия», бронзовая версия, Стокгольм.
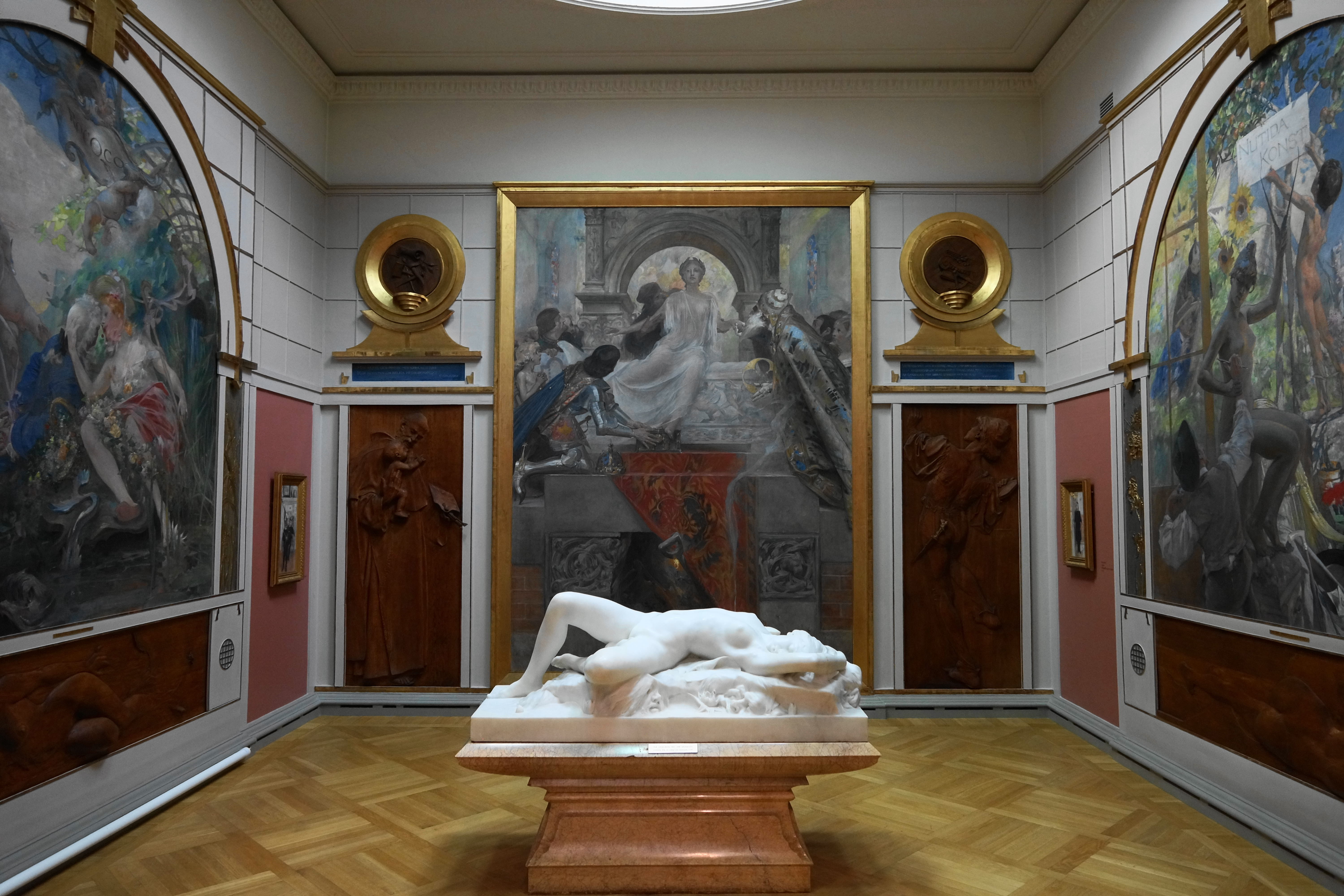
«Водяная лилия», мраморная версия, Гётеборгский художественный музей, Гётеборг, Швеция.